# Uroxys metallescens
Uroxys metallescens là một loài bọ cánh cứng trong họ Bọ hung (Scarabaeidae).